# Evergestis frumentalis
Evergestis frumentalis ist ein Schmetterling aus der Familie der Crambidae. Die Art ist in Europa und Westasien weit verbreitet.

## Merkmale
Die Falter erreichen eine Flügelspannweite von 29 bis 35 Millimetern. Die Grundfarbe der Vorderflügel ist weiß, jedoch dicht überstäubt mit einem Muster von hellen gelblichen und bräunlichen Schuppen. Die vordere Querlinie in der Grundfarbe verläuft schräg und ist stark gezähnt. Zum Außenrand ist sie meist dunkelbraun gesäumt. Die äußere Querlinie wird von einer Serie eiförmiger Flecken gebildet, die durch die dunkle Äderung voneinander getrennt sind. Die Flecken sind zum Außenrand zunächst dunkel, dann aber wieder hell gesäumt, wobei der Saum eine etwas unregelmäßig Querlinie bildet. Weiße Flecken bilden eine meist unterbrochene Wellenlinie. Die Fransen sind abwechselnd weiß und braun gefärbt, wobei allerdings die weißen Anteile meist etwas schmaler sind. Die Hinterflügel sind weißlich, entlang der Äderung dunkel überstäubt. Im äußeren Viertel befindet sich eine gezähnte, weißliche Linie und vom Tornus ausgehend ein Pfeilstrich. Die Fransen sind wie die Vorderflügel gemustert. Über das Verbreitungsgebiet der Art betrachtet sind die Exemplare aus dem Westen (Frankreich und Spanien) dunkler als die Exemplare aus Osteuropa, die mehr gelblich sind.

## Vorkommen und Lebensraum
Die Art ist in Europa von der Iberischen Halbinsel im Westen, über Süd-, Zentral- und Mitteleuropa, das südliche Fennoskandien bis nach Zentralasien und Südsibirien (Burjatien) weit verbreitet. Sie kommt auch in Kleinasien und im Kaukasusgebiet vor. Sie fehlt auf den Britischen Inseln und in den Niederlanden. Evergestis frumentalis kommt in offenen Landschaften, grasigen Hügellandschaften, an Straßenböschungen und auf Ruderalflächen relativ häufig vor.

## Phänologie und Lebensweise
Die Falter fliegen in zwei Generationen im April und August. Sie lassen sich tagsüber leicht aufscheuchen und kommen nachts ans Licht. Die oligophagen Raupen fressen in losen Gespinsten an der Unterseite der Blätter von Ackersenf (Sinapis arvensis), Färberwaid (Isatis tinctoria), Gewöhnlicher Besenrauke (Descourainia sophia) und anderen Kreuzblütengewächsen (Brassicaceae). Die Raupen der zweiten Generation überwintern in einem Kokon in der Erde und verpuppen sich erst im nächsten Frühjahr.

## Taxonomie
Die Art wurde 1761 von Carl von Linné erstmals unter dem Namen Phalaena Pyralis frumentalis wissenschaftlich beschrieben. Allerdings wurde die Art auch noch unter weiteren Namen beschrieben, die deshalb jüngere Synonyme von Evergestis frumentalis sind: Phalaena Pyralis secalis Linné, 1767, Pyralis triquetralis Denis & Schiffermüller, 1775, Orobena implicalis Guenée, 1854, Botys frumentalis var. australis Bienert, 1868, Orobena frumentalis asiaticalis Ragonot, 1894 und Evergestis frumentalis var. espanalis Schawerda, 1926. 
Derzeit wird die Art in zwei Unterarten unterteilt, die Nominatunterart Evergestis frumentalis frumentalis in West-, Süd- und Zentraleuropa sowie Evergestis frumentalis asiaticalis Ragonot, 1894. Die Nominatunterart ist etwas dunkler als die östliche Evergestis frumentalis asiaticalis. Diese kommt in Asien und Osteuropa bis Rumänien vor.